# Claudio de la Torre
Claudio de la Torre (Las Palmas de Gran Canaria, 30 de octubre de 1895 - Madrid, 10 de enero de 1973) fue un novelista, poeta, dramaturgo y director de cine y teatro español. Nieto del historiador, novelista y músico Agustín Millares Torres y hermano de la poeta, novelista, cantante y actriz Josefina de la Torre, se casó con la también escritora Mercedes Ballesteros Gaibrois.

## Biografía
Claudio de la Torre Millares nació el 30 de octubre de 1895 en Las Palmas de Gran Canaria, Islas Canarias, España. 
Fue uno de los seis hijos, de Bernardo de la Torre y Comminges, un hombre de negocios, y Francisca Millares Cubas, hija del historiador, novelista y músico Agustín Millares Torres, miembro de una de las sagas de intelectuales más importantes de Canarias.
En los primeros años del siglo XX estudia en el Colegio San Agustín, institución educativa en la que se formaron numerosos intelectuales canarios, entre ellos Benito Pérez Galdós y Tomás Morales. Desde muy joven se traslada a Londres para estudiar en el Brighton College y en la Escuela de Ingenieros Upper Norwood, pero al estallar la Primera Guerra Mundial debe instalarse en Madrid. En esa ciudad inicia estudios de Derecho, que termina en 1922 tras haber pasado por diversas universidades, como Universidad de Sevilla y Universidad de La Laguna.
A partir de 1915 comienza a colaborar en la prensa, primero en el periódico Ecos, de Las Palmas de Gran Canaria, dirigido por el poeta Alonso Quesada, y más adelante en otras revistas como la madrileña España y la tinerfeña Castalia.  
En 1927 funda el Teatro Mínimo en la casa familiar de la Playa de Las Canteras, donde, junto a textos clásicos, se representan otros de corte innovador de autores internacionales. En las representaciones actuará su hermana Josefina de la Torre, una de las poetisas y actrices más importantes del siglo XX.
Hacia 1931 se traslada a París para dedicarse al cine, en los Estudios Paramount Films, donde se inicia como director de cine. Tres años, ya en Madrid, dirige la filial de la Paramount en España. Posteriormente dirige el Teatro Invisible de Radio Nacional de España (entre 1944 y 1946) y, desde 1954 a 1960, figura como director del Teatro Nacional María Guerrero. A finales de la década de 1960 vuelve a machar a Inglaterra, esta vez como corresponsal del diario ABC.
Casado con la escritora Mercedes Ballesteros Gaibrois, ella le acompañó en sus viajes e incluso colaboró en alguna de sus obras. Falleció en Madrid el 10 de enero de 1973, a los 77 años.

## Obra literaria
Aunque Claudio de la Torre se dio a conocer como poeta, con un libro de corte modernista titulado El canto diverso (1918), lo cierto es que su trayectoria literaria se mueve principalmente entre la novela y el teatro. 
Su primera incursión en la narrativa será el conjunto de relatos breves La huella perdida (1920). Pronto cosechará un gran éxito con su novela En la vida del señor Alegre, que en 1924 obtiene el máximo galardón de la literatura en España: el Premio Nacional de Literatura.
En 1925 redacta la obra teatral Tic-tac, que no se estrenará hasta cinco años después, pero que se inserta en la línea del teatro vanguardista−simbólico o puramente expresionista. En 1940 publica Alicia al pie de los laureles, su segunda novela.
En 1944 estrena Hotel Terminus, a la que seguirán en 1946, Tren de Madrugada, dos de sus piezas dramáticas más comprometidas. Esta última pieza obtendrá el Premio Piquer de la Real Academia Española.
Su carrera literaria se ve coronada en 1950 al volver a ganar el Premio Nacional de Literatura, esta vez con la comedia El río que nace en junio. En 1954 publica la novela corta Lluvia de arena, adaptación del drama El collar, que había obtenido el Premio Teatro Lara en 1947.
En 1960 se reconoce su labor teatral al recibir el Premio Nacional de Dirección Escénica. En 1965, con la obra El Cerco, obtiene el Premio Nacional de Teatro Calderón de la Barca. En 1971 publicará la que será su última novela: Verano de Juan “el Chino”, que se desarrollará en Las Palmas de Gran Canaria durante la epidemia de cólera que azotó la ciudad a mediados del siglo XIX.

## Autor de cine
La producción cinematográfica de Claudio de la Torre comienza en París, en los estudios de la Paramount en Joinville. Allí rueda su primera película, Pour vivre heureux (1932), con una joven y todavía desconocida Simone Simon.
En Madrid rueda su primer filme en español, Primer amor (1941), película basada en una obra de Turgueniev titulada Aguas primaverales. En el proyecto participó, como actriz y ayudante de dirección, su hermana Josefina de la Torre. Ese mismo año filma tres cortometrajes: Manolo Reyes, Chuflillas y Pregones de embrujo, protagonizados por el cantante Miguel de Molina. En 1942 dirige la película La blanca Paloma, protagonizada por Juanita Reina. Su última producción es de 1943, Misterio en la marisma, con Conchita Montes como actriz principal.

## Ediciones modernas de la obra de Claudio de la Torre
- Obra escogida, Las Palmas de Gran Canaria, Edirca, 1987.
- En la vida del señor Alegre, Islas Canarias, BBC, 1989.
- Verano de Juan “el Chino”, Gran Canaria, Cabildo Insular, 1995.
- Lluvia de arena, Gran Canaria, Ayuntamiento de Telde, 1996.